# Spiroctenus flavopunctatus
Spiroctenus flavopunctatus is een spinnensoort in de taxonomische indeling van de bruine klapdeurspinnen (Nemesiidae).
Spiroctenus flavopunctatus werd in 1903 beschreven door Purcell.